# إيمري بودا
إيمري بودا (بالمجرية: Boda Imre)‏ هو لاعب كرة قدم ومدرب كرة قدم مجري في مركز الهجوم، ولد في 10 أكتوبر 1961 في سولنوك في المجر. شارك مع منتخب المجر لكرة القدم. أما مع النوادي، فقد لعب مع أوفي كريت وأوليمبياكوس فولو ونادي بودابست ونادي فاساس.

## وصلات خارجية
- إيمري بودا على موقع الاتحاد الدولي (مؤرشف)  (الإنجليزية)
- إيمري بودا على موقع الاتحاد الأوربي (الإنجليزية)
- إيمري بودا على موقع قاعدة بيانات كرة القدم.إي يو (الإنجليزية)
- إيمري بودا على موقع ناشيونال فوتبول تيمز (الإنجليزية)